# Redvás Åmål
A Redvás Åmål egy 1998-ban készült svéd film. Eredeti címe „Fucking Åmål”, melyet az angol nyelvű országokban „Show Me Love”-ra (Mutasd meg mi a szerelem) tompítottak. A filmet hazánkban először a 8. Titanic Nemzetközi Filmfesztiválon (2000) mutatták be „Kurva Åmål” címen. A címben szereplő Åmål egy kisváros Svédország nyugati részén.
A filmet Lukas Moodysson írta és rendezte, mely egyben első egész estés filmje is volt.
A filmet valójában nem Åmål-ban, hanem a tőle nagyjából 100 kilométerre fekvő Trollhättan-ban forgatták.

## Cselekmény
|  | Alább a cselekmény részletei következnek! |

A film két középiskolás lány történetét meséli el, akik egy iskolába járnak egy jelentéktelen kisvárosban, Åmålban. Elinnek (Alexandra Dahlström), sok barátja van, sokat jár szórakozni, mégis valahogy üresnek érzi az életét. Agnes (Rebecka Liljeberg) ennek pont az ellenkezője, visszahúzódó és szinte nincsenek is barátai. Agnes szerelmes Elinbe, de nem tudja, hogyan mondhatná el neki. Elin elmegy Agnes születésnapi bulijára (főleg kifogásból, hogy ne kelljen egy másik bulira elmennie), és fogad nővérével, Jessicával, hogy meg meri csókolni Agnest. A csók elcsattan, és Elin rádöbben, hogy ő sem teljesen közömbös Agnes iránt.
|  | Itt a vége a cselekmény részletezésének! |

## Szereplők
| Karakter                 | Színész             | Magyar hang        |
| ------------------------ | ------------------- | ------------------ |
| Elin Olsson              | Alexandra Dahlström | Bogdányi Titanilla |
| Agnes Ahlberg            | Rebecka Liljeberg   | Györfi Laura       |
| Jessica Olsson           | Erica Carlson       | Bálint Sugárka     |
| Johan Hulth              | Mathias Rust        | Előd Álmos         |
| Markus                   | Stefan Hörberg      | Előd Botond        |
| Viktoria                 | Josefine Nyberg     |                    |
| Olof, Agnes apja         | Ralph Carlsson      | Seress Zoltán      |
| Karin, Agnes anyja       | Maria Hedborg       | Takács Andrea      |
| Oskar, Agnes kistestvére | Axel Widegren       | Penke Bence        |
| Birgitta, Elin anyja     | Jill Ung            | Csere Ágnes        |

## Filmzene
A filmben a Broder Daniel nevű svéd indie pop zenekar több száma is hallható. Az utolsó jelenet végén, valamint a stáblista alatt Robyn "Show Me Love" című száma szól.

## Díjak és jelölések
| Év   | Díj vagy jelölés |
| ---- | --- |
| 1999 | a norvég Amanda Awards filmdíjátadón Amanda-díj Lukas Moodysson-nak a legjobb külföldi film kategóriájában az Atlantic Filmfesztiválon Nemzetközi Díj Lukas Moodysson-nak a legjobb nemzetközi produkció kategóriájában a Berlini Nemzetközi Filmfesztiválon C.I.C.A.E. Award – Recommendation Lukas Moodysson-nak a Panoráma szekcióban, valamint Teddy Award Lukas Moodysson-nak a legjobb film kategóriájában a Brothers Manaki Nemzetközi Filmfesztiválon a zsűri speciális díja Ulf Brantas-nak az Európai Filmdíjátadón Európai Filmdíjra jelölve Lars Jönsson a legjobb film kategóriájában a Flanders Nemzetközi Filmfesztiválon a diákzsűri díja Lukas Moodysson-nak, illetve Golden Spur-ra jelölve Lukas Moodysson Guldbagge-díj Alexandra Dahlström-nek és Rebecka Liljeberg-nek a legjobb színésznő, Lukas Moodysson-nak a legjobb forgatókönyv és legjobb rendező, illetve Lars Jönsson-nak a legjobb film kategóriákban, valamint Guldbagge-díjra jelölve Ralph Carlsson a legjobb férfi mellékszereplő kategóriában a Karlovy Vary-i Nemzetközi Filmfesztiválon Közönségdíj, Don Quijote-díj és a zsűri különdíja Lukas Moodysson-nak, valamint Kristály Glóbuszra jelölve Lukas Moodysson a Londoni Filmfesztiválon Sutherland Trophy különleges megemlítés Lukas Moodysson-nak a Molodist Nemzetközi Filmfesztiválon a legjobb film díja, FIPRESCI-díj és a diákzsűri díja Lukas Moodysson-nak, valamint a legjobb film díjára jelölve Lukas Moodysson a legjobb egész estés fikciós film kategóriájában a Verzaubert Nemzetközi Meleg- és Leszbikus Filmek Fesztiválján Rosebud-díjra jelölve Lukas Moodysson |
| 2000 | Bodil-díjra jelölve Lukas Moodysson a legjobb nem amerikai film kategóriájában a Rotterdami Nemzetközi Filmfesztiválon MovieZone-díj Lukas Moodysson-nak GLAAD Media Award-ra jelölve Kimagasló Filmalkotás kategóriában |

## Külső hivatkozások
- origo Filmklub – Őszintén mutasd meg!
- Nincsen szebb csók; minden idők tíz legemlékezetesebb csókjelenete (3. hely) Archiválva 2009. március 10-i dátummal a Wayback Machine-ben
- Moziplussz.hu – Redvás Amal -
- Rajongói oldal 1. (angol)
- Rajongói oldal 2. (angol)
- Redvás Åmål a PORT.hu-n (magyarul)